# Rödpannad barbett
Rödpannad barbett (Tricholaema diademata) är en fågel i familjen afrikanska barbetter inom ordningen hackspettartade fåglar.

## Utseende och läte
Rödpannad barbett är en medelstor svartvit barbett. Ovanför näbben syns en röd fläck, medan ögonbrynsstrecket och bröstet är vitt. I övrigt varierar den något geografiskt, huvudsakligen i hur omfattande fläckad den är undertill. Arten liknar både droppbarbett och svartstrupig barbett, men skiljs lätt genom avsaknad av svart på strupen. Bland lätena hörs en lång och stigande serie hoande ljud samt ett nasalt "yank".

## Utbredning och systematik
Rödpannad barbett delas in i två underarter:
- Tricholaema diademata diademata – förekommer i sydöstra Sudan och centrala Etiopien söderut till östra Uganda och centrala Kenya
- Tricholaema diademata massaica – förekommer i södra centrala Kenya till centrala och sydvästra Tanzania

## Status
Arten har ett stort utbredningsområde och beståndet anses vara stabilt. Internationella naturvårdsunionen IUCN listar den därför som livskraftig (LC).